# نبرد وربن
نبرد وربن (انگلیسی: Battle of Werben) نبردی در زمان جنگ سی‌ساله در ۲۲ ژوئیه یا ۱ اوت ۱۶۳۱ میان سوئد و امپراتوری مقدس روم بود.

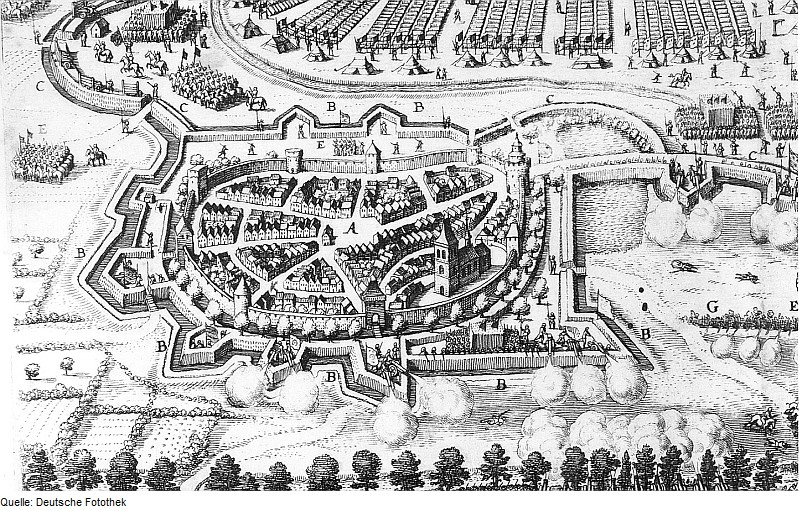

در ابتدا نیروهای رومی به سنگرهای ارتش سوئد حمله بردند اما در ادامه سواره‌نظام و توپخانه سوئدی‌ها به فرماندهی ولف هاینریش فون باودیسین آنان را وادار به عقب‌نشینی کرد.حمله مشابه دیگری چند روز انجام شد که دوباره همین نتیجه را برای طرفین به دنبال داشت.